# Коста Сант'Абрамо (Кремона)
Коста Сант'Абрамо је насеље у Италији у округу Кремона, региону Ломбардија.
Према процени из 2011. у насељу је живело 1427 становника. Насеље се налази на надморској висини од 49 м.